# Barb Samardzich
Barb J. Samardzich (* September 1958 in Long Beach, New York) ist eine US-amerikanische Managerin, die ab 1990 für Ford arbeitete. Von 2013 bis 2016 war sie Chief Operating Officer von Ford of Europe.

## Leben

### Studium
Samardzich absolvierte ein Bachelor-Studium in Maschinenbau an der University of Florida und hat Master-Abschlüsse in Maschinenbau (Carnegie-Mellon University, 1985) und Wirtschaftsingenieurwesen (Wayne State University, 1995). 

### Beruflicher Werdegang
Zu Beginn ihres Berufslebens arbeitete Samardzich bei Westinghouse Electric. 1990 wechselte sie zu Ford, wo sie verschiedene Führungspositionen in den Bereichen Produktentwicklung, Qualität und in der Antriebsstrang-Entwicklung innehatte. Seit 2011 ist sie in Europa tätig, erst als Vice President für Produktentwicklung, ab November 2013 war sie Chief Operating Officer von Ford of Europe.
Im Oktober 2016 beendete Samardzich ihre Tätigkeit für Ford und ging in den Ruhestand. Sie engagiert sich weiterhin im Board of Directors verschiedener Unternehmen wie MTS Systems Corporation (bis 2017), Velodyne LiDAR (bis 2021), AB SKF (bis 2022), Bombardier Recreational Products und Adient.

### Privatleben
Barb Samardzich ist verheiratet, ihr Ehemann begann vor ihr für Ford zu arbeiten. Sie hat eine Tochter und einen Sohn. Sie lebt in Köln (Stand 2016).

## Ehrungen und Auszeichnungen
- 2004: Alumni Achievement (Merit) Award der Carnegie-Mellon University[5]
- 2004: Aufnahme in die Hall of Fame des Wayne State University College of Engineering[6]
- 2005 und 2010: Anerkennung als Leading Woman in the North American Automotive Industry (Automotive News)
- 2006: Distinguished Women Award der Northwood University
- 2007: Anerkennung als eine der Most Influential Women (Crain’s Detroit Business)
- 2009 und 2010: Automotive News All Star
- 2011: Top 50 Frauen der Autobranche (Automobilwoche)
- 2016: 25 Leading Women in European Auto Industry (Automotive News)[4]